# Liverpool Football Club 2000-2001
Questa pagina raccoglie le informazioni  riguardanti il Liverpool Football Club nelle competizioni ufficiali della stagione 2000-2001.

## Maglie e sponsor
|  | Casa | Trasferta | Terza divisa |

## Rosa
| N. |                        | Ruolo | Calciatore                    |
| -- | ---------------------- | ----- | ----------------------------- |
| 1  | Paesi Bassi (bandiera) | P     | Sander Westerveld             |
| 2  | Svizzera (bandiera)    | D     | Stéphane Henchoz              |
| 3  | Germania (bandiera)    | D     | Christian Ziege               |
| 6  | Germania (bandiera)    | D     | Markus Babbel                 |
| 7  | Rep. Ceca (bandiera)   | C     | Vladimír Šmicer               |
| 8  | Inghilterra (bandiera) | A     | Emile Heskey                  |
| 9  | Inghilterra (bandiera) | A     | Robbie Fowler (vice capitano) |
| 10 | Inghilterra (bandiera) | A     | Michael Owen                  |
| 11 | Inghilterra (bandiera) | C     | Jamie Redknapp (capitano)     |
| 12 | Finlandia (bandiera)   | D     | Sami Hyypiä (vice capitano)   |
| 13 | Inghilterra (bandiera) | C     | Danny Murphy                  |
| 14 | Norvegia (bandiera)    | D     | Vegard Heggem                 |
| 15 | Rep. Ceca (bandiera)   | C     | Patrik Berger                 |
| 16 | Germania (bandiera)    | C     | Dietmar Hamann                |
| 17 | Inghilterra (bandiera) | C     | Steven Gerrard                |

| N. |                        | Ruolo | Calciatore       |
| -- | ---------------------- | ----- | ---------------- |
| 19 | Francia (bandiera)     | P     | Pegguy Arphexad  |
| 20 | Inghilterra (bandiera) | C     | Nick Barmby      |
| 21 | Scozia (bandiera)      | C     | Gary McAllister  |
| 23 | Inghilterra (bandiera) | D     | Jamie Carragher  |
| 24 | Francia (bandiera)     | C     | Bernard Diomède  |
| 25 | Croazia (bandiera)     | C     | Igor Bišćan      |
| 26 | Danimarca (bandiera)   | P     | Jørgen Nielsen   |
| 27 | Francia (bandiera)     | D     | Grégory Vignal   |
| 28 | Irlanda (bandiera)     | C     | Richie Partridge |
| 29 | Inghilterra (bandiera) | D     | Stephen Wright   |
| 30 | Francia (bandiera)     | D     | Djimi Traoré     |
| 31 | Norvegia (bandiera)    | D     | Frode Kippe      |
| 33 | Inghilterra (bandiera) | C     | Alan Navarro     |
| 37 | Finlandia (bandiera)   | A     | Jari Litmanen    |

## Calciomercato

### Sessione estiva
| Acquisti         | Acquisti         | Acquisti         | Acquisti         |
| R.               | Nome             | da               | Modalità         |
| Altre operazioni | Altre operazioni | Altre operazioni | Altre operazioni |
| R.               | Nome             | da               | Modalità         |
| ---------------- | ---------------- | ---------------- | ---------------- |

| Cessioni         | Cessioni         | Cessioni         | Cessioni         |
| R.               | Nome             | a                | Modalità         |
| Altre operazioni | Altre operazioni | Altre operazioni | Altre operazioni |
| R.               | Nome             | da               | Modalità         |
| ---------------- | ---------------- | ---------------- | ---------------- |

### Sessione invernale
| Acquisti         | Acquisti         | Acquisti         | Acquisti         |
| R.               | Nome             | da               | Modalità         |
| Altre operazioni | Altre operazioni | Altre operazioni | Altre operazioni |
| R.               | Nome             | da               | Modalità         |
| ---------------- | ---------------- | ---------------- | ---------------- |

| Cessioni         | Cessioni         | Cessioni         | Cessioni         |
| R.               | Nome             | a                | Modalità         |
| Altre operazioni | Altre operazioni | Altre operazioni | Altre operazioni |
| R.               | Nome             | da               | Modalità         |
| ---------------- | ---------------- | ---------------- | ---------------- |

## Risultati

### FA Cup

#### Terzo turno
| Arbitro: | Halsey |

|                            |           |  |
| Heskey 47’, 75’ Hamann 73’ | Marcatori |  |

#### Quarto turno
| Arbitro: | D'Urso |

|  |           |                       |
|  | Marcatori | 88’ Barmby 90’ Heskey |

#### Ottavi di finale
| Arbitro: | Poll |

|                                                            |           |                            |
| Litmanen 7’ (rig.) Heskey 13’ Šmicer 54’ (rig.) Babbel 85’ | Marcatori | 29’ Kančel'skis 90’ Goater |

#### Quarti di finale
| Arbitro: | Wiley |

|                       |           |                                            |
| Yates 47’ Allison 58’ | Marcatori | 11’ Murphy 27’ Owen 52’ Gerrard 82’ Fowler |

#### Semifinale
| Arbitro: | Durkin |

|          |           |                       |
| Ryan 88’ | Marcatori | 78’ Heskey 83’ Fowler |

#### Finale
| Arbitro: | Dunn |

|               |           |               |
| Owen 83’, 88’ | Marcatori | 72’ Ljungberg |

### League Cup
| Arbitro: | Harris |

|                        |           |          |
| Murphy 11’ Fowler 104’ | Marcatori | 29’ Zola |

| Arbitro: | D'Urso |

|  |           |                                                                                  |
|  | Marcatori | 6’ Ziege 26’ Šmicer 28’ Babbel 39’, 82’, 85’ (rig.) Fowler 59’ Hyypiä 65’ Murphy |

| Arbitro: | Gallagher |

|                                   |           |  |
| Owen 105’ Šmicer 114’ Barmby 120’ | Marcatori |  |

| Arbitro: | Rennie |

|                         |           |            |
| Rubins 56’ Morrison 77’ | Marcatori | 78’ Šmicer |

| Arbitro: | Durkin |

|                                                  |           |  |
| Šmicer 13’ Murphy 15’, 51’ Bišćan 18’ Fowler 89’ | Marcatori |  |

| Arbitro: | Elleray |

|                                                 |                      |                                                    |
| Fowler 30’                                      | Marcatori            | 90’ (rig.) Purse                                   |
| McAllister Barmby Ziege Hamann Fowler Carragher | Tiri di rigore 5 – 4 | Grainger Purse Marcelo Lazaridis Hughes A. Johnson |

### Coppa UEFA

#### Primo turno
| Arbitro: | Vollquartz |

|  |           |            |
|  | Marcatori | 29’ Barmby |

| Liverpool 28 settembre 2000, ore 21:05 CEST Primo turno - Ritorno | Liverpool | 0 – 0 (1-0 tot.) referto | Rapid Bucarest | Anfield (37 594 spett.)\| Arbitro: \| Liba \| |
| Arbitro:                                                          | Liba      |                          |                |                                               |

#### Secondo turno
| Arbitro: | Busacca |

|            |           |  |
| Heskey 87’ | Marcatori |  |

| Arbitro: | Steinborn |

|                      |           |                                |
| Štajner 9’ Breda 89’ | Marcatori | 29’ Barmby 76’ Heskey 82’ Owen |

#### Terzo turno
| Arbitro: | Temmink |

|                       |           |                        |
| Alexandrīs 65’, 90+2’ | Marcatori | 38’ Barmby 67’ Gerrard |

| Arbitro: | Melo Pereira |

|                       |           |  |
| Heskey 28’ Barmby 60’ | Marcatori |  |

#### Ottavi di finale
| Arbitro: | Merk |

|  |           |               |
|  | Marcatori | 46’ (72) Owen |

| Arbitro: | García-Aranda |

|  |           |            |
|  | Marcatori | 70’ Guigou |

#### Quarti di finale
| Oporto 8 marzo 2001 Quarti di finale - Andata | Porto   | 0 – 0 referto | Liverpool | Stadio das Antas (21 502 spett.)\| Arbitro: \| Collina \| |
| Arbitro:                                      | Collina |               |           |                                                           |

| Arbitro: | Milton Nielsen |

|                     |           |  |
| Murphy 33’ Owen 37’ | Marcatori |  |

#### Semifinale
| Barcellona 5 aprile 2001, ore 21:15 CEST Semifinale - Andata | Barcellona | 0 – 0 referto | Liverpool | Camp Nou (90 832 spett.)\| Arbitro: \| Krug \| |
| Arbitro:                                                     | Krug       |               |           |                                                |

| Arbitro: | Meier |

|                       |           |  |
| McAllister 44’ (rig.) | Marcatori |  |

#### Finale
| Arbitro: | Veissière |

|                                                                             |           |                                             |
| Babbel 4’ Gerrard 16’ McAllister 41’ (rig.) Fowler 73’ Geli 117’ (gg, aut.) | Marcatori | 27’ Alonso 48’, 51’ Javi Moreno 89’ Cruijff |

## Statistiche

### Statistiche di squadra
| Competizione      | Punti | In casa | In casa | In casa | In casa | In casa | In casa | In trasferta | In trasferta | In trasferta | In trasferta | In trasferta | In trasferta | In campo neutro | In campo neutro | In campo neutro | In campo neutro | In campo neutro | In campo neutro | Totale | Totale | Totale | Totale | Totale | Totale | DR  |
| Competizione      | Punti | G       | V       | N       | P       | Gf      | Gs      | G            | V            | N            | P            | Gf           | Gs           | G               | V               | N               | P               | Gf              | Gs              | G      | V      | N      | P      | Gf     | Gs     | DR  |
| ----------------- | ----- | ------- | ------- | ------- | ------- | ------- | ------- | ------------ | ------------ | ------------ | ------------ | ------------ | ------------ | --------------- | --------------- | --------------- | --------------- | --------------- | --------------- | ------ | ------ | ------ | ------ | ------ | ------ | --- |
| FA Premier League | 69    | 19      | 13      | 4       | 2       | 40      | 14      | 19           | 7            | 5            | 7            | 31           | 25           | -               | -               | -               | -               | -               | -               | 38     | 20     | 9      | 9      | 71     | 39     | +32 |
| FA Cup            | -     | 2       | 2       | 0       | 0       | 7       | 2       | 2            | 2            | 0            | 0            | 6            | 2            | 2               | 2               | 0               | 0               | 4               | 2               | 6      | 6      | 0      | 0      | 17     | 6      | +11 |
| League Cup        | -     | 3       | 3       | 0       | 0       | 10      | 1       | 2            | 1            | 0            | 1            | 9            | 2            | 1               | 0               | 1               | 0               | 1               | 1               | 6      | 4      | 1      | 1      | 20     | 4      | +16 |
| Coppa UEFA        | -     | 6       | 4       | 1       | 1       | 6       | 1       | 6            | 3            | 3            | 0            | 8            | 4            | 1               | 1               | 0               | 0               | 5               | 4               | 13     | 8      | 4      | 1      | 19     | 9      | +10 |
| Totale            | -     | 30      | 22      | 5       | 3       | 63      | 18      | 29           | 13           | 8            | 8            | 55           | 33           | 4               | 3               | 1               | 0               | 10              | 7               | 63     | 38     | 14     | 11     | 127    | 58     | +69 |

### Andamento in campionato
| Giornata  | 1 | 2  | 3  | 4 | 5 | 6 | 7 | 8 | 9 | 10 | 11 | 12 | 13 | 14 | 15 | 16 | 17 | 18 | 19 | 20 | 21 | 22 | 23 | 24 | 25 | 26 | 27 | 28 | 29 | 30 | 31 | 32 | 33 | 34 | 35 | 36 | 37 | 38 |
| --------- | - | -- | -- | - | - | - | - | - | - | -- | -- | -- | -- | -- | -- | -- | -- | -- | -- | -- | -- | -- | -- | -- | -- | -- | -- | -- | -- | -- | -- | -- | -- | -- | -- | -- | -- | -- |
| Luogo     | C | T  | T  | C | C | T | C | T | T | C  | C  | T  | C  | T  | T  | C  | C  | T  | C  | T  | T  | C  | T  | C  | T  | C  | T  | C  | T  | C  | C  | T  | C  | T  | C  | T  | C  | T  |
| Risultato | V | P  | N  | V | V | N | N | P | V | V  | V  | P  | V  | P  | P  | V  | P  | V  | V  | P  | V  | V  | V  | N  | N  | V  | N  | N  | P  | N  | V  | N  | P  | V  | V  | V  | V  | V  |
| Posizione | 8 | 14 | 12 | 6 | 5 | 4 | 4 | 8 | 6 | 3  | 3  | 4  | 3  | 4  | 6  | 4  | 6  | 5  | 4  | 6  | 4  | 3  | 2  | 2  | 2  | 2  | 3  | 3  | 3  | 3  | 3  | 3  | 5  | 5  | 5  | 4  | 3  | 3  |

Legenda:

Luogo: C = Casa; T = Trasferta. Risultato: R = Rinviata; V = Vittoria; N = Pareggio; P = Sconfitta.